# المنظمة الشعبية لتحرير فلسطين
المنظمة الشعبية لتحرير فلسطين منظمة سياسية فلسطينية. تأسست في عام 1964 عشية الدورة الأولى للمجلس الوطني الفلسطيني.
جاء مؤسسو المنظمة الشعبية لتحرير فلسطين من ثلاثة تيارات: القوميون العرب اليساريون (أغلبهم من اللاجئين الفلسطينيين في سوريا) وأعضاء سابقين في حزب البعث العربي الاشتراكي والحزب الشيوعي الأردني وعناصر من المجتمعات الفلسطينية في الأردن والكويت. كان محمد فياض وإبراهيم خريشة من قادة المجموعة.
في يونيو 1969 انضم أغلبية الأعضاء إلى الجبهة الديمقراطية لتحرير فلسطين. وفقا لتقرير وكالة المخابرات المركزية فإن المنظمة الشعبية لتحرير فلسطين انفصلت عن الجبهة الديمقراطية لتحرير فلسطين وأعادت بناء نفسها كمنظمة مستقلة. في فبراير 1970 انضمت إلى قيادة الفدائيين المتحدة. يقال أن مقر المنظمة الشعبية لتحرير فلسطين في الأردن.